# Afroclanis
Afroclanis là một chi bướm đêm thuộc họ Sphingidae.

## Các loài
- Afroclanis calcareus - (Rothschild & Jordan 1907)
- Afroclanis neavi - (Hampson 1910)